# Felix Forsman

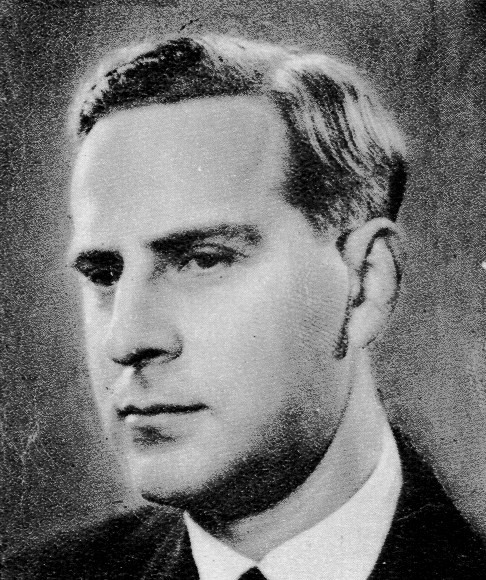
Felix Forsman.

Felix Forsman, född 6 maj 1917 i Baku, Ryssland, död 24 oktober 2005 i Helsingfors, var en finländsk filmfotograf. Forsman är mest känd för att ha filmat Adolf Hitlers visit hos marskalk Gustaf Mannerheim, då denne fyllde 75 år den 4 juni 1942. 

## Biografi
Efter värnplikten avancerade Forsman endast till korpral, då han inte var intresserad av officersyrket. När vinterkriget började 1939, fick Forsman en ny militärgrad, militärtjänsteman, vilket i Sverige motsvarar löjtnant. Den nya graden gav Forsman möjlighet att vistas med officerare, vilket inte var tillåtet för lägre militärer. Forsman var filmfotograf under finska vinterkriget och fortsättningskriget. Han arbetade tillsammans med fotografen Kalle Sjölund, som var faststationerad i S:t Michel med marskalk Mannerheim. Vid sidan om Mannerheimreportagen arbetade Forsman vid fronterna.
Forsman träffade Mannerheim första gången i finska Lappland strax efter finska vinterkriget, då Mannerheim skulle avtacka samt dela ut medaljer till den svenska frivilligkåren, som deltagit i kriget på finsk sida. Vid den här tiden var Forsman i Rovaniemi, där han fick kännedom om marskalkens resa till Lappland. Forsman åkte till Mannerheim och närvarade som den ende reportern under processionen. Ett annat uppdrag Forsman hade, som hade med Mannerheim att göra, ägde rum i S:t Michel, då Mannerheim skulle dela ut Mannerheimkors.

## Hitlers besök hos Mannerheim
Den 4 juni 1942 fyllde marskalk Gustaf Mannerheim 75 år. Den 3 juni kommenderades Forsman och Uno Pihlström till högkvarteret i S:t Michel, där de fick veta att de skulle skickas på ett hemligt uppdrag. De fick inte veta vart de skulle eller vad de skulle göra, istället fick de fyra kuvert som innehöll information. Kuverten skulle öppnas på särskilda platser under resan. De reste tillsammans med två andra personer, en radiofänrik och en radioreporter. De hamnade slutligen vid Immola flygplats, där de togs emot av en överste och tilldelades två rum bakom flyghangaren. Dagen därpå deltog Forsman i det program, som hade satts upp dagen till ära. Först anlände president Risto Ryti och den finska regeringen för att hälsa på Mannerheim i en tågvagn några kilometer från flygplatsen. Forsman såg att Hugo Sundström, en fotograf för Hufvudstadsbladet, slängdes ut från tågvagnen, där Mannerheim och de höga officerarna fanns. Forsman fick veta av Sundström att denne kommit till vagnen för tidigt - "Stora herrar måste också gå på toaletten". Forsman gick en stund senare, då Ryti och regeringen anlände, till tågvagnen för att börja reportaget.
Litet senare under dagen anlände riksdagen och talman Väinö Hakkila, därefter kom officerskåren och under eftermiddagen sades det att en hög tysk gäst skulle anlända. Forsman och de andra visste inte vem den tyske gästen var, de enda som visste var Mannerheim och Ryti. Forsman, Ryti och ett stort antal officerare och soldater stod samlade på flygfältet, då tyska jaktplan samt en stor bombare anlände. När bombaren landade, fattade framhjulet eld, men det släcktes snabbt. Forsman satte igång kameran och ut från planet kom Adolf Hitler. Översten för hederskompaniet mottog Hitler, varefter Hitler hälsade på Ryti innan de åkte till tågvagnarna. I födelsedagspresent gav Hitler till Mannerheim två terrängbilar av senaste tysk modell. Forsman filmdokumenterade Hitler, Wilhelm Keitel och deras möte med Mannerheim i alla avseenden vid tågvagnarna, men han fick inte närvara när dessa skulle inta måltiden. Däremot fick Hitlers fotograf, Walter Frentz, tillåtelse att närvara i tågvagnen. Hitler hade med sig ett eget kök, som fanns i den tredje tågvagnen. Forsman frågade av nyfikenhet en av kockarna vad Hitler åt och fick då veta att führern serverades grönsakspudding, då denne var vegetarian.
Forsman deltog på samt dokumenterade Hitlers avresa från Immola flygfält. Forsman, som stod ganska nära, hörde att Hitler sade till Mannerheim: "Sie haben brave Soldaten". Forsman kunde inte höra vad Mannerheim svarade, men Hitler sade: "Aber doch" innan han steg ombord på flygplanet och reste iväg.

## Mannerheims svarsvisit hos Hitler
I juli 1942 gjorde Mannerheim en svarsvisit hos Hitler i Berlin. Efter Hitlers besök hos Mannerheim deltog Forsman i inspelningen av filmen Vita rosor och hade därför permission från fronten. Forsman fick ett meddelande från arméns högkvarter om att han skulle infinna sig i högkvarteret inom tre dagar. Forsman och Kalle Sjöblom beordrades att byta om till nya uniformer innan de skickades till Tyskland med ett tyskt transportplan. De hamnade i Lützen, där de fick veta att Mannerheim skulle anlända till Tyskland om åtta dagar. Forsman och Sjölund bad en tysk kapten om en biljett till Berlin, vilket beviljades. Forsman och Sjölund mottogs av officerare ur Propagandaministeriet, som hade att göra med de olika makthavarnas visiter hos varandra.
Mannerheim anlände till flygplatsen i Berlin, där Forsman börjat med filminspelningen. Forsman, Mannerheim och de övriga närvarande åkte sedan till det tyska högkvarteret, som var inne i en skog. Forsman iakttog att högkvarteret vaktades av minst fänrik, löjtnanter och kaptener istället för vanliga soldater. Efter några promenader, samlades alla i ett rum i högkvarteret, där Alfred Jodl delade ut medaljer. Forsman, som filmade detta, tilldelades en liten röd ask av Jodl. Efter reportaget, öppnade Forsman asken och såg att den innehöll flera medaljer, däribland tyska örnen av tredje klassen utan svärd.
Efter besöket hos Hitler, besökte Mannerheim Hermann Göring på dennes gods Carinhall. Medan Mannerheim sov i Görings hus, tillbringade Forsman och Pihlström natten i Görings privata tåg. Mannerheim med sällskap, däribland Forsman, reste hem till Finland med en Condor, som utlånats av Göring. Hitler erbjöd Mannerheim flygeskort till Finland, men Mannerheim avböjde och sade att tyskarna fick följa med fram till tyska gränsen, men inte längre. Planet landade på Malms flygfält utanför Helsingfors.

## Kuriosa
Efter Mannerheims bortgång, 1955 beslutade Forsman och hans filmbolag att de skulle göra en kortfilm om Mannerheim. De besökte bland annat olika platser i Schweiz, där Mannerheim vistades mycket under sitt liv. Speaker i filmen var Carl-Erik Creutz. När filmen var klar, skickades den till censuren, där det beslutades att den inte fick visas som skattenedsättande film på biografer, då den var gjort utomlands. Enligt reglerna skulle filmen vara åtta minuter lång, vara gjord i Finland och ha finska kommentarer. Teuvo Aura, som då var chef för postsparbanken, köpte upp en kopia av filmen och visade den privat.

## Utmärkelser
- Jussistatyetten för bästa foto: Valkoiset ruusut, 1944
- Jussistatyetten för bästa foto: Lapin tuho, 1946
- Jussistatyetten för bästa kortfilm: Tulin maailmaan, 1950